# Ԇ
Dzié komi ou dzjé komi (capitale Ԇ, minuscule ԇ) est une lettre de l’alphabet cyrillique. Elle était utilisée dans l’écriture du komi d’environ 1919 à 1940 comme les lettres jé cramponné ‹ Җ җ ›, dé komi ‹ Ԁ ԁ ›, dié komi ‹ Ԃ ԃ ›, zié komi ‹ Ԅ ԅ ›, lié komi ‹ Ԉ ԉ ›, nié komi ‹ Ԋ ԋ ›, sié komi ‹ Ԍ ԍ ›, tié komi ‹ Ԏ ԏ ›.

## Représentations informatiques
Le dzié komi peut être représenté avec les caractères Unicode suivants :
| formes    | représentations | chaînes de caractères | points de code | descriptions                           |
| --------- | --------------- | --------------------- | -------------- | -------------------------------------- |
| capitale  | Ԇ               | Ԇ                     | U+0506         | lettre majuscule cyrillique komie dzié |
| minuscule | ԇ               | ԇ                     | U+0507         | lettre minuscule cyrillique komie dzié |